# Иваньково (Вожегодский район)
Иваньково — деревня в Вожегодском районе Вологодской области.
Входит в состав Бекетовского сельского поселения (с 1 января 2006 года по 9 апреля 2009 года была центром Липино-Каликинского сельского поселения), с точки зрения административно-территориального деления — в Липино-Каликинский сельсовет.
Расстояние до районного центра Вожеги по автодороге — 68 км, до центра муниципального образования Бекетовской по прямой — 14 км. Ближайшие населённые пункты — Никольская, Анисимовская, Каликинский Березник, Борисово, Крапивино, Петрово.
По переписи 2002 года население — 22 человека (10 мужчин, 12 женщин). Всё население — русские.